# یواس‌سی‌جی‌سی ماتاگوردا (دبلیوپی‌بی-۱۳۰۳)
یواس‌سی‌جی‌سی ماتاگوردا (دبلیوپی‌بی-۱۳۰۳) (به انگلیسی: USCGC Matagorda (WPB-1303)) یک کشتی است که طول آن ۱۱۰ فوت (۳۴ متر) می‌باشد. این کشتی در سال ۱۹۸۶ ساخته شد.